# 绿洲VR
《绿洲VR》，又名《绿洲Oasis》，是由上海唯二网络科技有限公司开发的虚拟现实大型多人在线角色扮演社交游戏，2019年12月發行，對應Microsoft Windows平台。游戏名称来源于電影《头号玩家》中的虛構的同名网络游戏。
2019年9月，游戏制作团队获得一千万美元的A轮融资，投资方为贝塔斯曼亚洲投资基金、晨兴资本等。2019年12月12日，此游戏于Steam游戏平台上发行，支持虚拟现实模式和个人电脑模式，是一款免费游戏。

## 游戏玩法
《绿洲VR》是一款需要注册才能游玩的网络游戏，帐号系统采用绿洲VR的独立帐号。登录进入游戏后，玩家可以选择自己的角色形象，亦可以使用官方提供的基于Unity引擎的软件开发工具包自己制作角色，然后可以进入不同的地图，如舞厅、影院等。玩家可以操纵游戏角色做出肢体动作，其中使用虚拟现实设备，特别是使用具备全身追踪功能的虚拟现实设备的玩家，能够做出较为丰富和复杂的肢体动作。